# Eero Hiironen
Eero Ossian Hiironen, född 16 juni 1938 i Vittis, död 30 juli 2018 i Alavo, var en finländsk målare och skulptör.
Hiironen utbildade sig på 1950-talet till folkskollärare och utexaminerades från Brahestads seminarium 1960. Som bildkonstnär är han närmast autodidakt. Han ställde första gången ut som målare i Rovaniemi 1958. På 1960-talet övergick han till tredimensionella konstruktioner i blandteknik, rostfritt polerat stål, spegel- och plexiglas m.m. Hans stålskulpturer är abstrakta, men i många av dem kan man förnimma vattnet som inspiration och utgångspunkt.
Bland offentliga verk märks bl.a. en stor relief i Haga yrkesskola i Helsingfors (1971) och altarskulpturen Stigande i Henrikskyrkan i Åbo (1981).
Hiironen grundade Pirkanpohja konstcentrum i anslutning till sitt hem och sin ateljé i Etseri. Han verkade som rektor för folkakademin i Etseri 1966–1975. Han har innehaft flera förtroendeuppdrag inom olika konstnärsorganisationer och erhöll professors titel 1990.

### Uppslagsverk
- Hiironen, Eero i Uppslagsverket Finland (webbupplaga, 2012). CC-BY-SA 4.0